# Alfred Roth (Schriftsteller)

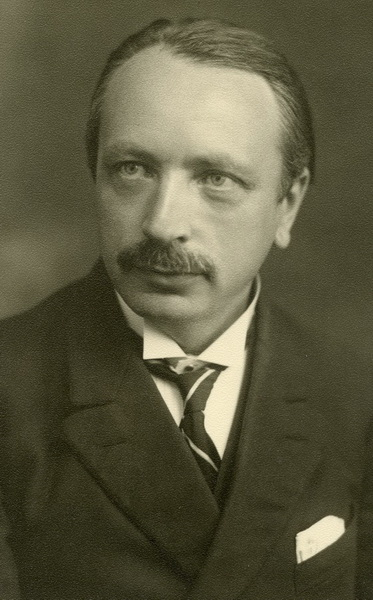
Alfred Roth (1928)

Alfred Roth (* 24. Oktober 1882 in St. Goar am Rhein; † 24. Juli 1950 in Wasenberg bei Schwalmstadt) war Schriftsteller, Prediger und Vorsitzender des Hessen-Nassauischen Gemeinschaftsvereins, jetzt Evangelischer Gemeinschaftsverband-Hessen-Nassau.

## Leben und Werk

### Kindheit und Jugend
Als Alfred Roth drei Jahre alt war, starb seine Mutter. Der Vater heiratete wieder und zog mit den Kindern Alfred und Maria nach Hersfeld. Die neue Mutter, die sich sehr um die Kinder kümmerte, gehörte der Baptistengemeinde an und erzog die Kinder im christlich-freikirchlichen Glauben. Als Alfred sieben Jahre alt wurde, starb auch sein Vater. Die Familie lebte in einfachen Verhältnissen, die Kinder besuchten die Volksschule. Alfred bildete sich im Eigenstudium weiter, er interessierte sich für Literatur, Politik und klassische Sprachen, besonders das neutestamentliche Griechisch. Die Auseinandersetzung mit religiösen Fragen und Themen war ihm wichtig. Er distanzierte sich allmählich von den Baptisten und trat schließlich, zusammen mit seiner Schwester, in die evangelische Kirche ein. In der 1896 in Hersfeld entstandenen Landeskirchlichen Gemeinschaft fand er eine neue religiöse Heimat.
Früh selbstständig geworden und ohne Berufsausbildung, begann er zu schreiben und veröffentlichte mit siebzehn Jahren eine erste Erzählung in einer Berliner Zeitschrift. Weitere Erzählungen und Aufsätze sollten in den nächsten Jahren folgen. Roth war ein begabter Redner und entwickelte sich zum charismatischen Prediger. Die Landeskirchliche Gemeinschaft setzte ihn als Laienprediger ein. Als Reiseprediger war er in ganz Nordhessen unterwegs.
1900 lernte er auf einer Gnadauer Pfingstkonferenz den Schweizer Pfarrer Otto Stockmayer kennen, der zu den führenden Persönlichkeiten der Gemeinschaftsbewegung gehörte. Roth setzte sich mit seiner Lehre auseinander, er suchte seinen seelsorgerlichen Rat und gewann sein Vertrauen. Nach Stockmayers Tod 1917 wurde Roth sein Biograf und gab u. a. ein Buch mit Andachten Stockmayers heraus.

### Hessen-Nassauischen Gemeinschaftsverein
Mit dreiundzwanzig Jahren wurde Roth zum ersten hauptamtlichen Prediger der neuen Gemeinschaft in Homberg an der Efze berufen. Es gelang ihm eine lebendige Bibelkreisarbeit aufzubauen. Durch seine persönliche Glaubensbeziehung konnte er Menschen überzeugen. Dennoch begleitete er die Entwicklung der Gemeinschaftsbewegung kritisch. Einen besonderen Einschnitt bedeutete für die Mitglieder der Gemeinschaft, auch für Roth, die Entstehung der Pfingstbewegung, die von Amerika kommend sich in hessischen Gemeinschaften und besonders in Kassel (1907) ausbreitete. Sie wurde daher auch „Kasseler Bewegung“ genannt. Innerhalb der Gemeinschaftsvereine wurde intensiv über diese Veranstaltungen, mit ihrer suggestiven Wirkung auf die Menschen, diskutiert. Roth gehörte zum leitenden Personenkreis des Gnadauer Verbandes, der sich 1909 mit der "Berliner Erklärung" gegen dieses Schwärmertum aussprach. "Wir erwarten nicht ein neues Pfingsten; wir warten auf den wiederkommenden HErrn.". Es erfolgte eine klare Trennung zwischen Pfingstbewegung und Gemeinschaftsbewegung.

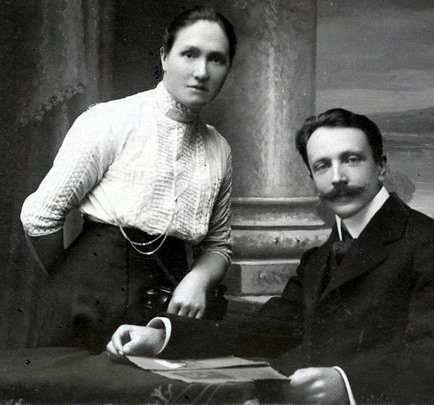
Alfred und Christine Roth (um 1910)

Im Jahr 1908 heirateten Alfred Roth und Christine Glebe aus Hersfeld. Das Paar hatte drei Kinder, Elfriede, Walther und Magdalene.
1908 wurde Roth Schriftführer im (Regionalverein innerhalb des Gnadauer Verbandes). Er kehrte mit seiner Familie nach Hersfeld zurück und arbeitete dort als Prediger und gleichzeitig Geschäftsführer des Vereins. Mit dem Vorsitzenden des Gemeinschaftsvereins, Pfarrer Leopold Wittekindt, entwickelte sich eine intensive Arbeitsgemeinschaft und Freundschaft. Roth veröffentlichte eine Biografie über Wittekindt: „Ein Kämpfer für das Königreich Jesu Christi“. Nach Wittekindts Tod wurde Roth im Jahr 1924 sein Nachfolger als Vorsitzender des Gemeinschaftsvereins. Zunehmend wurde er bekannt und zu vielen Konferenzen und Bibeltagen in Deutschland und in der Schweiz eingeladen.

### Schriftstellerische und journalistische Tätigkeit
Aus gesundheitlichen Gründen beendete er seine Arbeit in Hersfeld und zog mit seiner Familie nach Kassel-Wilhelmshöhe. Neben seiner ehrenamtlichen Tätigkeit als Vorsitzender des Gemeinschaftsvereins widmete er sich
nun ganz der schriftstellerischen Arbeit. Er war Autor und Schriftleiter mehrerer christlicher Monats- und Wochenblätter. Bei seinen Erzählungen und Lebensbildern war ein zentrales Thema die Kreuzestheologie. Neben den Erzählungen verfasste er theologische Bücher, Bibelauslegungen sowie Bücher über die Geschichte der Gemeinschaftsbewegung.

### 1933–1945
Roth wandte sich schon früh gegen den aufkommenden Nationalsozialismus. In Bezug auf die neue "Glaubensbewegung Deutsche Christen" gingen die Meinungen innerhalb der Gemeinschaftsbewegung weit auseinander. Roth setzte sich bei der Gnadauer Vorstandssitzung 1933 für die Loslösung von den "Deutschen Christen" ein, und in der Mitgliederversammlung des Hessen-Nassauischen Vereins 1934 wurden alle Mitglieder verpflichtet, sich von den "Deutschen Christen" zu lösen oder aus dem Verein auszutreten. Kurz darauf schloss sich der Verein der "Bekennenden Kirche" an.
Im Laufe der nächsten Jahre wurden die Überwachungen bei seinen Vorträgen durch die Gestapo schärfer, und auch die schriftstellerische Arbeit wurde mehr und mehr kontrolliert, bis sie ganz zum Erliegen kam. Die christlichen Zeitschriften wurden eingestellt, das "Gnadauer Gemeinschaftsblatt", für das er Artikel geschrieben hatte, wurde verboten.
1936 erkrankte Roth schwer und zog sich weitgehend aus der Öffentlichkeit zurück. Politische und persönliche Gründe bewogen ihn während des Krieges, Kassel zu verlassen und mit seiner Frau in das Pfarrhaus des Sohnes nach Wasenberg zu ziehen. Dort übernahm er weitgehend die pfarramtliche Vertretung, solange der Sohn zum Militär eingezogen war. Bei dem Großangriff auf Kassel im Jahr 1943 wurde sein Haus in der Kaiser-Friedrich-Straße mit Bibliothek und fast allen Manuskripten vollkommen zerstört.

### Nachkriegszeit
In seinem Buch "Nebel. Nachdenkliche Betrachtungen über eine Zeitrichtung", das er 1947 mit Hilfe der amerikanischen Militärregierung herausbringen konnte, versuchte er eine Analyse anhand seiner Tagebuchaufzeichnungen, wie es zur Verführung durch die Nazi-Ideologie kommen konnte.
Nach dem Krieg gab Roth zum 50-jährigen Bestehen des Hessen-Nassauischen Gemeinschaftsvereins eine kleine Schrift heraus. Bis zuletzt setzte er sich für eine Einigung innerhalb der Gemeinschaftsbewegung ein. Doch die Gegensätze waren noch zu groß. Am 24. Juli 1950 starb Alfred Roth. Er wurde in Wasenberg beerdigt.

## Veröffentlichungen (in Auswahl)
- Sie tragen edlen Samen: Bilder aus der Arbeit des Hess.-Nass. Gemeinschaftsvereins. Gießen 1914
- Bis zum Kleinod hin: Erzählung. Barmen 1916
- Die mit Tränen säen. Erzählung. Barmen 1917
- Morgenglanz der Ewigkeit: 3 Erzählungen. Barmen 1920
- Die Gnade ist erschienen: Tägliche Andachten von Otto Stockmayer. Bearb.u. hrsg. von Alfred Roth. Gotha 1923 (13. Auflage   Lüdenscheid 2007)
- Leopold Wittekindt: Ein Kämpfer für das Königreich Jesu Christi. Ein Lebensbild. Neumünster 1924
- Quellen aus dem Heiligtum: Die Oxforder Bewegung im Lichte der Geschichte von fünfzig Jahren. Neumünster 1924 (1. Nachdruck    Albstadt 2007)
- Otto Stockmayer: Ein Zeuge und Nachfolger Jesu Christi: Leben, Lehre und Werk. Gotha 1925 (3. Aufl. Gießen 1962)
- Die ausgelöschten Weihnachtskerzen: Erzählung. Neumünster 1926
- Der Schatz in irdenen Gefäßen: Lebensbilder und Bilder aus dem Leben der Jünger Jesu. Neumünster 1927
- Im Feuer: Erzählung. Neumünster 1928
- An den Quellen des Reiches Gottes: Die Apostelgeschichte für unsere Zeit ausgelegt. Neumünster 1929
- Fragen des Glaubens, die immer wieder aufgeworfen werden. Neumünster 1929
- Adolph Monod, ein Prediger des Wortes und der Tat. Neumünster 1930
- Im Sprechzimmer des großen Arztes. Bad Blankenburg 1930
- Es klingt ein heller Klang: Eine Geschichte vom Rhein. Gießen 1930
- Entlastung: Erzählung. Basel 1931
- Fragen der Heiligung, die immer wieder aufgeworfen werden. Neumünster 1931
- August Vilmar, ein Felsenmann in Sturmzeiten. Neumünster 1931
- Luther und das Alte Testament. Neumünster 1933
- Hedwig von Redern zum Gedächtnis. Gotha 1935 (3. Auflage, Gießen 1960)
- Johann Friedrich Oberlin, der Vater des Steintals. Neumünster 1935
- 50 Jahre Gnadauer Konferenz in ihrem Zusammenhang mit der Geschichte Gnadaus. Gießen 1938
- Eva von Tiele-Winckler, die Mutter der Vereinsamten. Gießen/Basel 1939 (6. Aufl. 1966)
- Nebel: Nachdenkliche Betrachtungen über eine Zeitrichtung. Gießen 1947
- Fünfzig Jahre Hess.-Nass. Gemeinschaftsverein; Witten 1947
- Ich habe noch...: Züge aus dem Leben des Propheten Elias. Marburg 1951

Zahlreiche Aufsätze in den Zeitschriften "Gnadauer Gemeinschaftsblatt"; "Heilig dem Herrn"; "Auf der Warte".